# 帕布罗·德·萨拉萨蒂
帕布罗·马丁·梅利顿·德·萨拉萨蒂-纳瓦斯库埃斯（西班牙語：Pablo Martín Melitón de Sarasate y Navascués，1844年3月10日—1908年9月20日），西班牙小提琴演奏家、作曲家。

## 生平
萨拉萨蒂出生于潘普洛纳的一个军官家庭。他5岁时即已为西班牙女王伊莎贝尔二世表演，其后西班牙王室负担了其所有的培养费用。1856年他赴巴黎音乐学院从師著名小提琴家让·德尔菲·阿拉尔（Jean Delphin Alard）。
1860年，萨拉萨蒂从巴黎音乐学院毕业，开始巡回表演。在演艺生涯中，他走遍了欧洲、北美和南美，获得了很高的声誉，被认为是帕格尼尼再世。他也是首位演奏被录音的小提琴家。

## 艺术特点
萨拉萨蒂是炫技演出的代表人物，演奏技巧娴熟，突破了小提琴弓法与指法的限制。他善于演绎高难度的乐曲，演奏音色清晰饱满，流畅而纯净。

## 代表作
许多作曲家为他量身定做了不少曲目，其中以圣桑《第三小提琴协奏曲》最为著名。然而，最能体现萨拉萨蒂艺术特点的还是他自己创作的具有西班牙特色和吉普赛风情的一些小提琴独奏曲目，其中流传最广的是著名的《流浪者之歌》（Zigeunerweisen, Op. 20）。